# Медаль «100-лет азербайджанской армии (1918-2018)»
Медаль «100 лет азербайджанской армии (1918—2018)» (азерб. «Azərbaycan Ordusunun 100 illiyi (1918—2018)» medalı) — государственная награда Азербайджанской Республики. Учреждена законом № 760-VQD от 30 июня 2017 года. Медаль посвящена 100-летию азербайджанской армии.

## Основания для награждения
Медалью «100 лет азербайджанской армии (1918—2018)» военнослужащие Вооруженных сил Азербайджанской Республики, которые прошли действительную военную службу до 26 июня 2018 года, а также позднее уволенные в запас награждаются за:
- успехи в боевой подготовке;
- особые отличия на учениях, в боевой службе и боевой смене;
- отвагу, самоотверженность и другие заслуги в период прохождения военной службы;
- активное участие в создании и укреплении Азербайджанской Армии.[4]

## Способ ношения
Медаль «100 лет азербайджанской армии (1918—2018)» носится на левой стороне груди и при наличии других орденов и медалей Азербайджанской Республики располагается после медали «95-летие Вооружённых Сил Азербайджанской Республики (1918—2013)».